# Midtermolen
Midtermolen er en gade og mole, der udgår fra Indiakaj i Søndre Frihavn i København og deler havnebassinet i to. Der ligger kontorbygninger på vestsiden af den og boligblokke på østsiden.
Molen blev opført som en del af den oprindelige frihavn, der blev etableret i 1894. Silopakhuset, der blev færdiggjort for enden af molen samme år, var det nye frihavnsområdes mest bemærkelsesværdige bygning, indtil den blev revet ned efter en brand i 1969. Bygningen blev tegnet af Vilhelm Dahlerup med inspiration fra Christian 4.'s Renæssance-bygninger. Kernen var en 11 etager høj kornsilo, mens der til siderne var almindelige pakhuse. Fra 1909 og indtil 2. verdenskrig var det officielle tidssignal placeret på toppen af bygningen. Det bestod af en kugle, der blev hejst hver morgen og faldt ned igen præcist kl. 13.00.
I 1994 tog ØK et nyt hovedkvarter i brug for enden af molen. Virksomheden havde oprindeligt boet ved nuværende Indiakaj men havde forladt frihavnen i 1908 til fordel for et nyt hovedkvarter i Holbergsgade. Det nye 19.000 m² store hus på Midtermolen blev tegnet af PLH Arkitekter. Bygningen huser nu forsikringsselskabet Alm. Brand.